# آقازاده (فیلم)
آقازاده یا صاحب‌زاده (به هندی: Sahebzaade) فیلمی محصول سال ۱۹۹۲ و به کارگردانی اجی کاشیاپ است. در این فیلم بازیگرانی همچون سانجی دات، نیلم کوتهاری، آدیتای پانچولی، گلشن گروور، شاکتی کاپور، آلوک نات ایفای نقش کرده‌اند.